# Kleiner Speicher (Loitz)

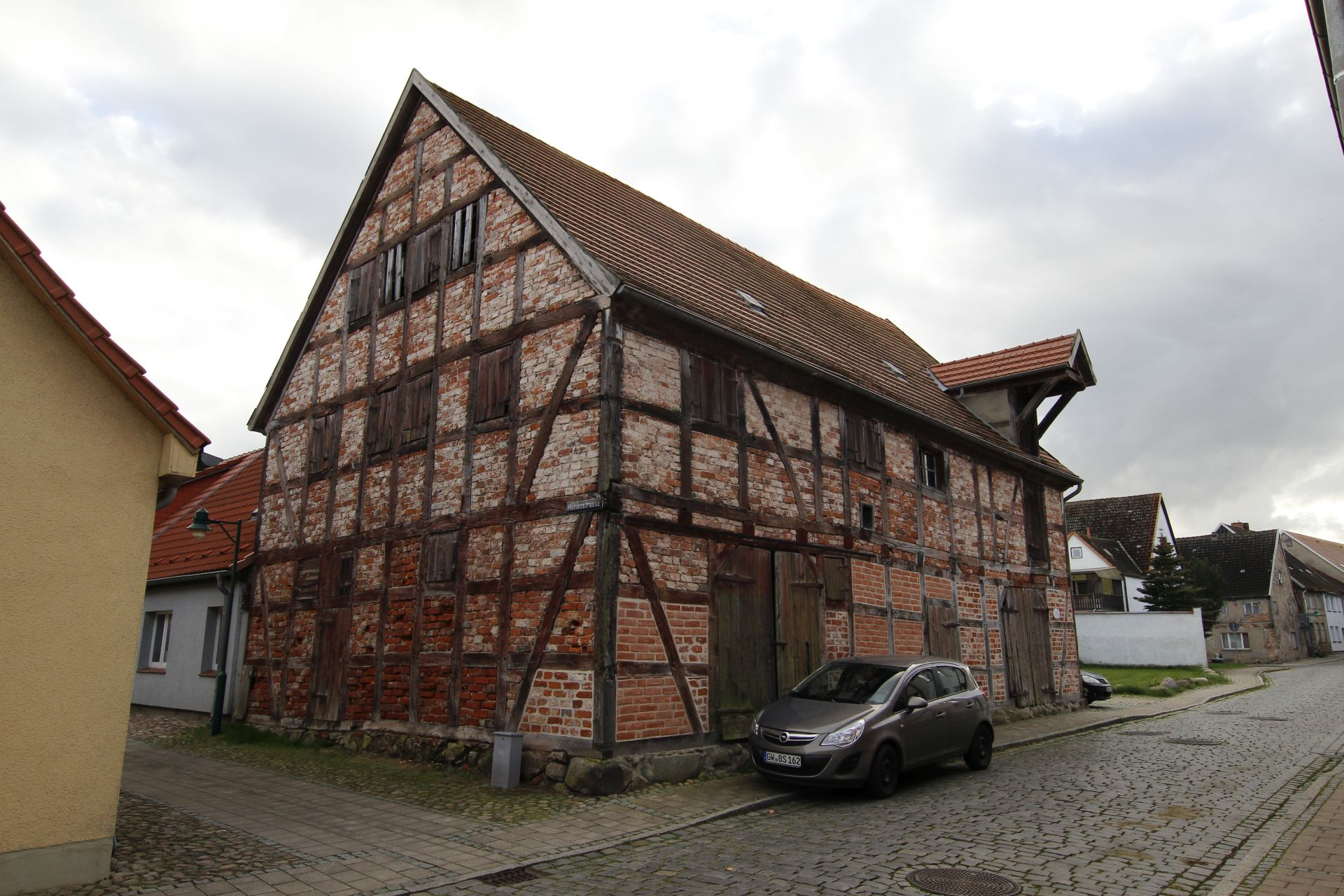

Der Kleine Speicher in Loitz, Mühlentorvorstadt 8a/Mühlenstraße an der Peene, wurde am Ende des 19. Jahrhunderts gebaut.
Das Gebäude steht unter Denkmalschutz.

## Geschichte
Im Hafen liegen sich der Große Speicher und der Kleine Speicher direkt gegenüber sowie das Gebäude Am Speicher. Sie wurden vor allem für das Umladen von Getreide auf Schiffe genutzt, die dann über die Peene in den Norden nach Greifswald oder in den Süden nach Demmin fuhren.
Der zweigeschossige Getreidespeicher ist ein Fachwerkbau mit Backsteinen in der Ausfachung. Der Außenaufzug für Waren prägt das Haus. Es stammt aus dem 19. Jahrhundert. Er wurde 1994 im Rahmen der Städtebauförderung gesichert. Die Planung sieht eine Wohnnutzung vor.